# Aborichthys tikaderi
Aborichthys tikaderi е вид лъчеперка от семейство Nemacheilidae. Видът е световно застрашен, със статут Уязвим.

## Разпространение
Разпространен е в Индия (Аруначал Прадеш).

## Описание
На дължина достигат до 10,9 cm.